# Carrara
Carrara je mesto in občina v pokrajini Massa-Carrara v Toskani (Italija), znano po belem ali modro-sivem marmorju, ki ga pridobivajo v tamkajšnjih kamnolomih. Leži ob reki Carrione, kakih 100 kilometrov zahodno-severozahodno od Firenc. 
Njen moto je Fortitudo mea in rota (Moja sila na kolesu).

## Zgodovina
Na območju današnje Carrare so bila znana naselja že v 9. stoletju pred našim štetjem, ko so v regiji živeli Apuanski Liguri. Sedanje mesto je izvorno naselje zgrajeno za nastanitev delavcev v kamnolomih marmorja, ki so ga zgradili Rimljani po njihovi osvojitvi Ligurije v začetku 2. stoletja pred našim štetjem. Carrara je bila povezana s proizvodnjo v kamnolomih in rezanjem marmorja od rimske dobe dalje. Marmor je bil izvožen iz bližnjega pristanišča Luni ob ustju reke Magra. 
V srednjem veku je bila bizantinska in lombardska posest, nato pa je bila v posesti škofa iz Lunija in se spremenila v mestno državo v začetku 13. stoletja; v boju med Gvelfi in gibelini, je Carrara pripadla slednjim. Škofje so jo ponovno pridobili leta 1230, njihova oblast se je končala 1313, ko je mesto pripadlo zaporedoma republikam Pisa, Lucca in Firence. Kasneje jo je pridobil Gian Galeazzo Visconti iz Milana
Po smrti Filippa Maria Viscontija v Milanu leta 1447, je bila Carrara predmet bojev med Tommaso Campofregoso, gospodarjem Sarzana in družino Malaspina, ki je sem preselila sedež svoje signoria v drugi polovici 15. stoletja. Carrara in Massa sta ustanovila vojvodino Massa in Carrara, ki je trajala od 15. do 19. stoletja. Pod zadnjim Malaspinom, Marijo Terezijo, ki je bila poročena z Ercole III. d'Este, je postala del vojvodine Modena. 
Po kratki Napoleonovi vladavini Elisa Bonaparta, je bila dana nazaj Modeni. Med združitvijo Italije, je bila Carrara sedež ljudskega upora pod vodstvom Domenica Cucchiarija in je bila center revolucionarne dejavnosti Giuseppe Mazzinija. 
Ob koncu 19. stoletja je Carrara postala zibelka anarhizma v Italiji, zlasti med delavci v kamnolomu. Delavci, vključno rezalci so imeli radikalna prepričanja, da se ločijo od drugih. Ideje so začele vplivati na Carrarčane. Anarhizem in splošno radikalizem je postal del dediščine kamnosekov. Po članku New York Timesa iz leta 1894, se je veliko nasilnih revolucionarjev, ki so bili izgnani iz Belgije in Švice, naselilo v Carraro in so leta 1885 ustanovili prvo anarhistično skupino v Italiji.  Carrara je ostala stalno "žarišče" anarhizma v Italiji, z različnimi organizacijami, ki se nahajajo v mestu. Anarhisti iz kamnoloma so bili tudi gonilna sila pri organizaciji dela v kamnolomih in v halah za rezanje. Bili so tudi glavni protagonisti upora Lunigiana januarja 1894. 
Leta 1929 so bile občine Carrara, Massa in Montignoso združene v eno samo občino, ki se je imenovala Apuania. Leta 1945 je bilo obnovljeno prejšnje stanje. 
Carrara je rojstni kraj Mednarodne federacije anarhistov (IFA), ustanovljene leta 1968.

## Naslov
Kot titular vojvoda iz Modene, je trenutni nosilec naslova "Princ Carrare", princ Lorenz Belgijski, nadvojvoda Avstria-Este.

## Znamenitosti
- Katedrala (Duomo, 12. st.).
- Knežja palača (tudi Palazzo Cybo Malaspina, 16. stoletje), danes sedež Akademije likovnih umetnosti. Zgrajena nad že obstoječo lombardsko utrdbo, datira v čas vladanja Guglielmo Malaspina, postala leta 1448 stalni sedež dinastije. Obsega dve različni zgradbi: Castello Malaspiniano, 13. st. in renesančna palača, ki jo Alberico I. začel graditi v 16. stoletju. Pod srednjeveško ložo, so razstavljene številne antične rimske najdbe.
- Baročna cerkev in samostan San Francesco, zgrajeno 1623–64 po naročilu Karla I. Cybo-Malaspina.
- Cerkev Suffragio, zgrajena 1686, arhitekt Innocenzo Bergamini, obnovljena v 19. st.. Fasada ima velik marmnat portal v baročnem slogu, kip Carla Finellija in nad njim bas-relief z Marijo in dušami v vicah.
- Palazzo Cybo-Malaspina
- Samostan Madonna delle Grazie alla Lugnola,posvečen leta 1676 , arhitekt Alessandro Bergamini.
- Cerkev Santa Maria Assunta, v Toranu.Ima fasado iz 16.-st. s portalom iz leta 1554. Notranjost je triladijska.

## Gospodarstvo in kultura
Carrarski marmor je bil uporabljen že v času starega Rima; Panteon in Trajanov steber v Rimu, sta iz njega. Številni renesančni kipi so izreklesani iz marmorja iz Carrare. 
Poleg kamnolomov marmorja, ima mesto akademijo kiparstva in likovne umetnosti in muzej skulptur in starin ter letni tehnološki sejem marmorja. Njihov marmor se izvaža po vsem svetu, pa tudi marmor od drugod je oblikovan in rezan komercialno tukaj

## Etimologija
Beseda "Carrara" najverjetneje izvira iz starodavnega izraza Kar (kamen). Stari Rimljani so pridobljen marmor naložili na ladje v pristanišču Luni in ga odpeljali v Rim. Po mnenju Sv. Girolamo, ime Carrara izhaja iz "car", kar pomeni "vagon" in iz "iara" kar pomeni "luna", zato je "mesto lune na vagonu". 
Druga hipoteza (Repetti) pravi, da je izraz izhaja iz francoskega "careers", ki pa je sposojena iz "carrariae", latinski izraz, ki pomeni kamnolom. Carrara lahko izhaja iz predromanskega izraza "kair" (keltsko) ali iz ligurskega: "kar", kar pomeni "kamen" in zato: "car + aria" pomeni "mesto kamnov".

## Pobratena mesta
Carrara je pobratena z:
| - Erevan, Armenija, od 1965 - Ingolstadt, Nemčija - Grasse, Francija | - Opole, Poljska - Novelda, Španija - Kragujevac, Srbija |

## Pomembni meščani
- Gianluigi Buffon
- Giorgio Chinaglia
- Pietro Tacca
- Cristiano Zanetti
- Domenico Bacciola